# Supermercados Gigante
Gigante (nombre comercial de Tiendas Gigante, S.A. de C.V.; subsidiaria de Grupo Gigante, S.A.B. de C.V.) fue una cadena mexicana de supermercados, fundada en el año 1940 por Ángel Losada Gómez, contó con la mayoría de sus sucursales en México, la cual también llegó a tener presencia en Estados Unidos. Fue declarada en bancarrota en el año 2007, año de su desaparición.

## Historia
En 1940 Ángel Losada Gómez funda una tienda en Apan, Hidalgo llamada "La Comercial".
La compañía se fundó como supermercado en 1962 en Mixcoac, Ciudad de México con una tienda que contaba con 65 departamentos, 250 empleados de tienda y 65 de oficina. Gigante Mixcoac se colocó como la tienda de autoservicio más grande de Latinoamérica y segunda en todo el continente con 32,000 m2 de superficie total. Para 1977, logra operar sus primeras doce sucursales simultáneamente. En 1979, abre 8 tiendas en Guadalajara y al año siguiente se expande más con la compra de la cadena regional «Maxi». En la década de los ochenta se abrieron 9 tiendas más en las ciudades de Querétaro, Celaya (donde se convierte en la primera cadena de la ciudad), así como en Acapulco, Puebla, Salamanca y Morelia, Michoacán.
Debido a la gran expansión de Gigante en el territorio mexicano, al norte del país adquiere a la familia Chapa de Monterrey, la cadena «SuKsa». En 1988 Gigante se expande en el noreste, notoriamente en Monterrey, Nuevo León, con la compra al Grupo Gentor de los supermercados Astra y Autodescuento, al igual que en entidades donde tenía presencia como Tamaulipas y San Luis Potosí.  
Por lo que a finales de la misma década ya contaba con 32 ubicaciones en operación en cuatro ciudades diferentes. En 1991 se inaugura la tienda número 100 en Toluca, (Metepec) en el Estado de México en Plaza Las Américas; convirtiéndose en la primera cadena de autoservicios en operar un centenar de establecimientos bajo un mismo nombre comercial: Gigante.
Al año siguiente, se adquieren las 8 sucursales de las tiendas El Sardinero y 56 unidades de la cadena Almacenes Blanco, expándiéndose por el bajío bajo el formato creado como Bodega Gigante, así algunas bajo el concepto Súper Gigante, para dicho proceso se constituyó un depósito de garantía de unos 150 millones de pesos (mdp) que se destinarían a cubrir deudas no pagadas por parte de Blanco y que pagaría un interés de Cetes a 28 días por dos, a lo cual tiempo después, en 1994 Blanco demanda a Gigante.
En 1993, crea el formato Híper G en la Avenida Eduardo Molina; la cual se convierte tiempo después en la primera tienda Carrefour al traer el formato a México. Por lo que tiempo después, en 1997 Gigante terminaría alianza con Carrefour Francia hasta su desaparición en el mercado mexicano.
En 2001, Gigante incorpora a la cadena las tiendas regionales “Super MAZ”, ubicadas en el sureste del país; expandiendo sus operaciones en este sector comercial, durante el año 2004 renueva su concepto de mercado, primeramente con la sucursal de Coapa en Ciudad de México, para posteriormente renovar todas sus sucursales hasta el año 2005, hasta los últimos años de la empresa.
En 2007, termina el pleito legal de Blanco a Gigante, luego de 15 años de litigio.

## Desaparición
El 6 de diciembre de 2007, fueron adquiridas las 199 tiendas de Gigante por Organización Soriana, debido a una desinversión decidida por el Grupo Gigante, la cual controla las tiendas de electrónica RadioShack, Tok's Restaurantes y las papelerías Office Depot. La tienda fue vendida con un valor de 1.350 millones de dólares, más el valor de los inventarios, por lo cual la marca Gigante y las tiendas cambiaron su imagen a las de su comprador Soriana. El Grupo Gigante mantiene los contratos de arrendamiento de las tiendas y se los arrendará a Soriana, mantiene las operaciones de sus cadenas  Office Depot en México, así como operaciones inmobiliarias. Supermercados Gigante competía principalmente con H-E-B, Almacenes Chedraui y Walmart México; era muy frecuente ver tickets de Walmart pegados en la cartulinas comprobando que dichos artículos son más baratos en Supermercados Gigante. Sin embargo, se conoció que hasta principios del 2008, había una alianza con Soriana, Comercial Mexicana y Gigante para no competir entre ellos y compararse empresarialmente contra Walmart.

## Formatos desaparecidos
- Gigante: Era el modelo de hípertienda de Gigante. De existir, seguiría compitiendo con Casa Ley; Fiesta Europea; La Comer, de Grupo La Comer; Walmart y Bodega Aurrera, de Walmart de México y Centroamérica; Chedraui, de Grupo Comercial Chedraui; Comercial Mexicana, de Controladora Comercial Mexicana; y Soriana Híper, de Organización Soriana.
- Súper Gigante/Súper G: Solía ser el modelo selecto de Gigante. De existir, seguiría compitiendo con Casa Ley; Fresko y City Market de Grupo La Comer; Superama, de Walmart de México y Centroamérica.
- Bodega Gigante: Era el modelo mercado de la tienda. De existir, seguiría compitiendo con Ley Express; Bodega Aurrera, de Walmart de México y Centroamérica; Súper Che y Súper Chedraui, de Grupo Chedraui; y Soriana Mercado de Organización Soriana.
- Súper Precio: Era un modelo de tienda de menor tamaño. De existir, seguiría compitiendo con Bodega Aurrerá Express, de Walmart de México y Centroamérica; Supercito, de Grupo Chedraui y Oxxo de FEMSA.

## En la cultura popular
Esta tienda ha salido en las películas Y tu mamá también y La Santa Muerte, en los interiores de una sucursal, así como en diversos programas de TV Azteca y Televisa como Telegana, La Tómbola y Fabulojos 3D, incluso también llegó a promocionarse en el reality show La Academia primera generación, dando como premios una despensa para todo un año a los expulsados de dicho reality show. También se hicieron comerciales de televisión con el elenco de la serie La familia P. Luche en el año 2004 para una campaña publicitaria.
Aparece también en la película de Gaspar Henaine (Capulina) Corazón de León en la entrada principal y el área de mascotas de la misma.